# María Guadalupe González
María Guadalupe González (Tlalnepantla, 9 de janeiro de 1989) é uma atleta mexicana especializada na marcha atlética e medalhista olímpica.

## Carreira
María Guadalupe González competiu na Rio 2016, conquistando a medalha de prata na marcha de 20km. No ano seguinte, em Londres, conquistou mais uma medalha de prata no Campeonato Mundial de Atletismo.